# 工藤舞
工藤舞（くどうまい、1984年7月18日 - ）は、日本の歌手、タレント。二人組アイドルユニット「Baby Rock」のメンバー、音楽ユニットRuppina+のボーカル。レコードレーベルは、エイベックスのrhythm zone。北海道出身。

## 経歴
北海道石狩市生まれ。2003年1月にRuppinaとしてメジャーデビューし工藤舞として活躍。2005年11月 にRuppinaのベストアルバム『Ruppina BEST』発売を以て、Ruppinaを卒業。
2005年12月28日にアーティスト名を『舞』とし、シングル「Reborn」でソロデビュー。セミヌードによるPVやジャケットが話題となり2ndシングル以降も同路線となった。
2006年9月には映画『バックダンサーズ!』に主人公のライバルユニットを率いるヴォーカリストの如月真由役で出演。
2007年、再び「Ruppina+」として活動を再開。
2011年6月27日、喉の不調により、「Ruppina+」としての活動を休止。
2011年「パチスロ」アイドルとして活動を開始し、タレントの愛田笑子と共にアイドルユニット「Baby Rock」のメンバーとしての活動も開始した。

## ディスコグラフィ
「舞」名義

### シングル
|     | タイトル         | 発売日         | 曲目                                | 備考 |
| --- | ---------------- | -------------- | ----------------------------------- | --- |
| 1st | Reborn           | 2005年12月28日 | 01. Reborn 02. Squair               | 「Reborn」 Xbox 360用ソフト「【eM】-eNCHANT arM-」テーマソング フジテレビ系「HEY!HEY!HEY!」エンディングテーマ 「Squair」 Xbox 360用ソフト「【eM】-eNCHANT arM-」エンディングソング |
| 2nd | Eyes             | 2006年04月12日 | 01. Eyes 02. Rainbow                | 「Eyes」 フジテレビ系「奇跡体験!アンビリバボー」エンディングテーマ |
| 3rd | Princess ∞ Candy | 2006年08月16日 | 01. Princess ∞ Candy 02. Moon Tears | 「Princess ∞ Candy」 テレビ朝日系ドラマ「快感職人」テーマソング |

### アルバム
|     | タイトル | 発売日         | 備考      |
| --- | -------- | -------------- | --------- |
| 1st | MAISELF  | 2006年09月06日 | CD/CD+DVD |

### その他
- バックダンサーズ! Original Soundtrack（2006年8月23日）
  - M12. My Generation

劇中で自身が扮した真由（with スーパータイガース）の楽曲。
- Sound Around『Every With You』（2009年7月22日）
  - M6. Lovin' you feat. MAI (RUPPINA+)

ミニー・リパートンのカバー曲。

## 出演

### 映画
- バックダンサーズ!（2006年9月9日、如月真由 役）

### テレビ
- レジェンドバトル（2009年7月〜、サンテレビ）
- 近未来回胴伝説（2009年7月〜、テレビ埼玉、岐阜テレビ、奈良テレビ）
- 原口あきまさの今がぱちドキッ!（東京MXテレビ）

### ラジオ
- Groovin'NIGHT（STAR digio）（2006年4月〜9月）

### インターネット
- パチンコ/パチスロ ジャンバリ.TV（2010年7月〜、ニコニコチャンネルからも視聴可）